# 卓爾海
卓爾海（穆麟德轉寫：jorhai），齊齊哈爾協領。雍正七年（1729年），遷齊齊哈爾副都統。雍正八年（1730年），授黑龍江將軍。呼倫貝爾所屬濟拉嘛泰河口（今扎羅木得），地廣腴沃，水草佳美。卓爾海疏請在此築城開墾土地，並遷移索倫、達斡爾、巴爾虎、鄂倫春三千人以充實當地。設一名總管管轄，共編為八旗五十佐領。從築城處西行至俄國國界，屬於左翼遊牧地，右翼則游牧於喀爾喀河。卓爾海又奏定呼蘭城駐防營制，添設屯倉各官。自此黑龍江五城並立。雍正十年(1732年)，授內大臣，仍署黑龍江將軍。後二年，兼理黑龍江副都統。雍正十三年（1735年），坐事褫職。